# Butrymowce
Butrymowce [butrɨˈmɔft͡sɛ] est un village polonais de la gmina de Nowy Dwór dans le powiat de Sokółka et dans la voïvodie de Podlachie.
Il se situe à environ 26 kilomètres au nord de Sokółka et à 61 kilomètres au nord de Białystok.